# Atut (radioodbiornik)
Atut – polski radioodbiornik produkowany w Zakładach Radiowych im. Marcina Kasprzaka w Warszawie. Umożliwia odbiór stacji na falach długich, średnich i UKF. Posiada 7 obwodów strojonych, wbudowaną antenę ferrytową, gniazda antenowe i uziemienia, gniazdo magnetofonowo-gramofonowe i obrotowy przełącznik zakresów. Układ odbiornika (superheterodynowy) zawiera 4 lampy elektronowe (ECC 85, ECH 81, EBF 98 i ECL 82) i 2 diody germanowe (DOG-53).

## Wersje
Atut 2 – umożliwia odbiór na falach krótkich (5,95-12 MHz) zamiast UKF. Układ zawiera 3 lampy elektronowe (ECH 81, EBF 89 i ECL 82). Posiada wzmacniacz o mniejszej mocy (1 W).